# Moulin-sous-Touvent
Moulin-sous-Touvent ist eine nordfranzösische Gemeinde mit 189 Einwohnern (Stand: 1. Januar 2022) im Département Oise in der Région Hauts-de-France. Sie gehört zum Arrondissement Compiègne und zum Kanton Compiègne-1 (bis 2015: Kanton Attichy).

## Geografie
Moulin-sous-Touvent liegt etwa 18 Kilometer ostnordöstlich von Compiègne. Umgeben wird Moulin-sous-Touvent von den Nachbargemeinden Carlepont im Norden, Nampcel im Norden und Nordosten, Autrêches im Osten und Südosten, Saint-Christophe-à-Berry im Südosten, Saint-Pierre-lès-Bitry und Bitry im Süden, Attichy im Südwesten, Tracy-le-Mont im Westen sowie Tracy-le-Val im Nordwesten. 

## Bevölkerungsentwicklung
| Jahr      | 1962 | 1968 | 1975 | 1982 | 1990 | 1999 | 2006 | 2012 |
| Einwohner | 237  | 186  | 189  | 126  | 159  | 169  | 191  | 231  |

## Sehenswürdigkeiten
Siehe auch: Liste der Monuments historiques in Moulin-sous-Touvent
- Kirche Saint-Médard
- Deutscher Soldatenfriedhof mit 1903 Toten